# فضاء إلكتروني

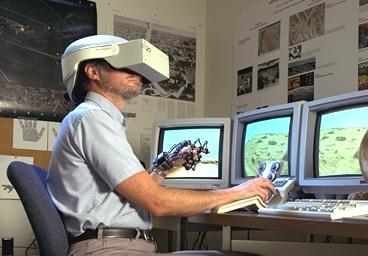

الفضاء الإلكتروني أو الفضاء السيبراني هو الوسط الذي تتواجد فيه شبكات الحاسوب ويحصل من خلالها التواصل الإلكتروني. وبمفهوم أشمل يعرف بأنه مجال مركَب مادي وغير مادي يشمل مجموعة من العناصر هي: أجهزة الكمبيوتر، أنظمة الشبكات والبرمجيات، حوسبة المعلومات، نقل وتخزين البيانات، ومستخدمي كل هذه العناصر.
يأتي أصل الكلمة اشتقاقا من اللغة اليونانية القديمة (kybernētēs) والتي تعني «مساعد التوجيه» أو «الحاكم» أو «الرائد» أو «الدفة». استخدم مصطلح الفضاء الإلكتروني للمرة الأولى ويليام جيبسون (William Gibson) وهو كاتب في الخيال العلمي وبالأخص في نوع الأدب الذي يعرف باسم الشر الإلكتروني، إلا أن المفهوم كان قد تم شرحه سابقا، مثلا في رواية جون فوردز (John M. Ford's) بيت الملائكة العنكبوتي (Web of Angels). ولكن يتم استخدامه الآن من قبل استراتيجيي التكنولوجيا وخبراء الأمن والقادة العسكريين وقادة الصناعة ورجال الأعمال لوصف مجال بيئة التكنولوجيا العالمية.
أشتهر المصطلح في التسعينيات بعدما أصبحت استخدامات الإنترنت والشبكات والاتصال الرقمي تنمو بشكل كبير وأصبح مصطلح الفضاء الإلكتروني قادرًا على تمثيل العديد من الأفكار والظواهر الجديدة التي ظهرت.
يُعتقد أن هناك قواعد وأخلاقيات مشتركة تعود بالنفع المتبادل على الجميع ليتم اتباعها، ويشار إليها باسم أخلاقيات الإنترنت. يرى الكثيرون أن الحق في الخصوصية هو الحق الأكثر أهمية في أخلاقيات الإنترنت.

## بنية الفضاء الإلكتروني
يمكن أعتبار الفضاء الإلكتروني بنية ذي ثلاث طبقات هي:

### الطبقة المادية
تشمل معدات الحواسيب، والبرمجيات، والمعدات الضرورية لعملية الربط البيني.

### الطبقة المنطقية
تشمل مجموع البرامج المترجمة للمعلومة على شكل معطيات رقمية، حيث يتم الانتقال من لغة الإنسان إلى لغة الآلة في شكل خوارزمية، ومنها إلى برامج مطوَرة بلغة البرمجة.

### الطبقة الإعلامية
وتتمثل هذه الطبقة في البُعد الاجتماعي الذي يُضاف إلى الطبقتين السابقتين، حيث أنه في الفضاء الرقمي يُمكن أن يكون لكل إنسان عدة هويات رقمية (عنوان بريده الإلكتروني، رقم هاتفة النقال، صور رمزية على مواقع التواصل الاجتماعي...).